# Pöhlau
Pöhlau ist seit dem 4. Dezember 1952 ein Ortsteil von Zwickau, das seit 2008 Kreisstadt des Landkreises Zwickau im Freistaat Sachsen ist. Der Ort liegt im Stadtbezirk Zwickau-Ost und trägt die amtliche Nummer 23.

## Geografische Lage

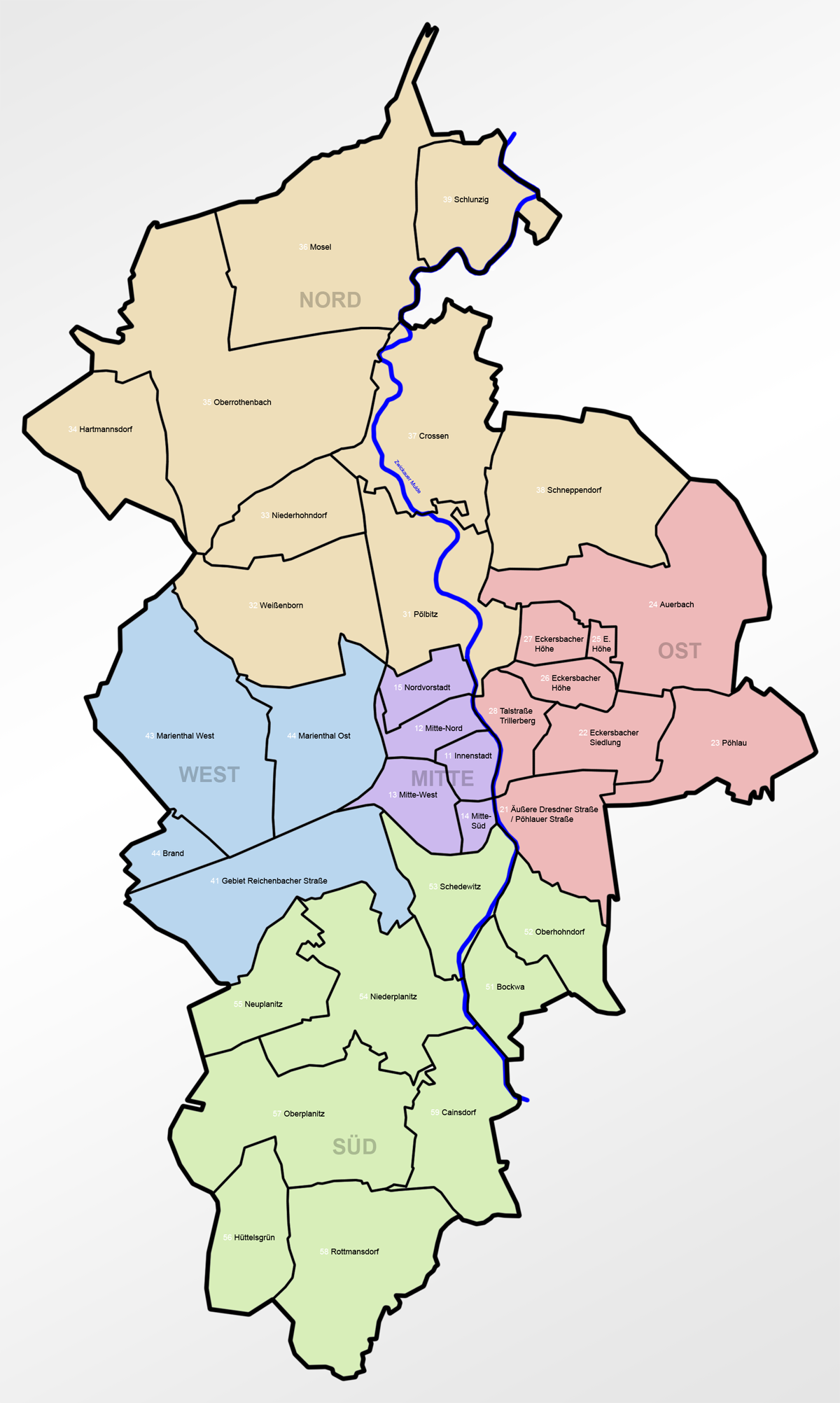
Stadtbezirke und Stadtteile von Zwickau

Pöhlau liegt östlich des Stadtzentrums. Im Norden grenzt es an Auerbach, im Westen an Eckersbach sowie südlich an die Gemeinde Reinsdorf und östlich an die Gemeinde Mülsen.

## Geschichte
Pöhlau, im östlichen Randbereich der mittelalterlichen Stadt Zwickau gelegen, wurde bereits 1378 erwähnt. Kirchlich war Pöhlau seit alters her nach Reinsdorf gepfarrt. Politisch gehörte der größere Teil von Pöhlau als Amtsdorf bis 1856 zum kursächsischen bzw. königlich-sächsischen Amt Zwickau. Die am östlichen Dorfende an der „Freitagstraße“ stehenden Forst- und Zollhäuser mit einem Gasthof gehörten jedoch zu Reinsdorf in der Herrschaft Wildenfels. Im Jahr 1856 kam Pöhlau zum Gerichtsamt Zwickau und 1875 zur Amtshauptmannschaft Zwickau. Der ehemalige Wildenfelser Anteil von Pöhlau blieb jedoch bis heute unter der politischen Zugehörigkeit zu Reinsdorf.
Kirchlich gehörte Pöhlau bis 1930 zu Reinsdorf, seitdem zur Nicolaikirche Zwickau. Die St.-Michael-Kapelle im Ort ist ein Bau aus neuerer Zeit. Im Jahr 1952 kam Pöhlau zunächst zum Kreis Zwickau-Land im Bezirk Chemnitz (1953 in Bezirk Karl-Marx-Stadt umbenannt). Aus dem Kreis Zwickau-Land schied der Ort jedoch Ende des Jahres 1952 wieder aus. Am 4. Dezember 1952 wurde Pöhlau zusammen mit Auerbach und Niederhohndorf in die damals kreisfreie Stadt Zwickau eingemeindet.

### Geschichte des Steinkohlebergbaus um Pöhlau

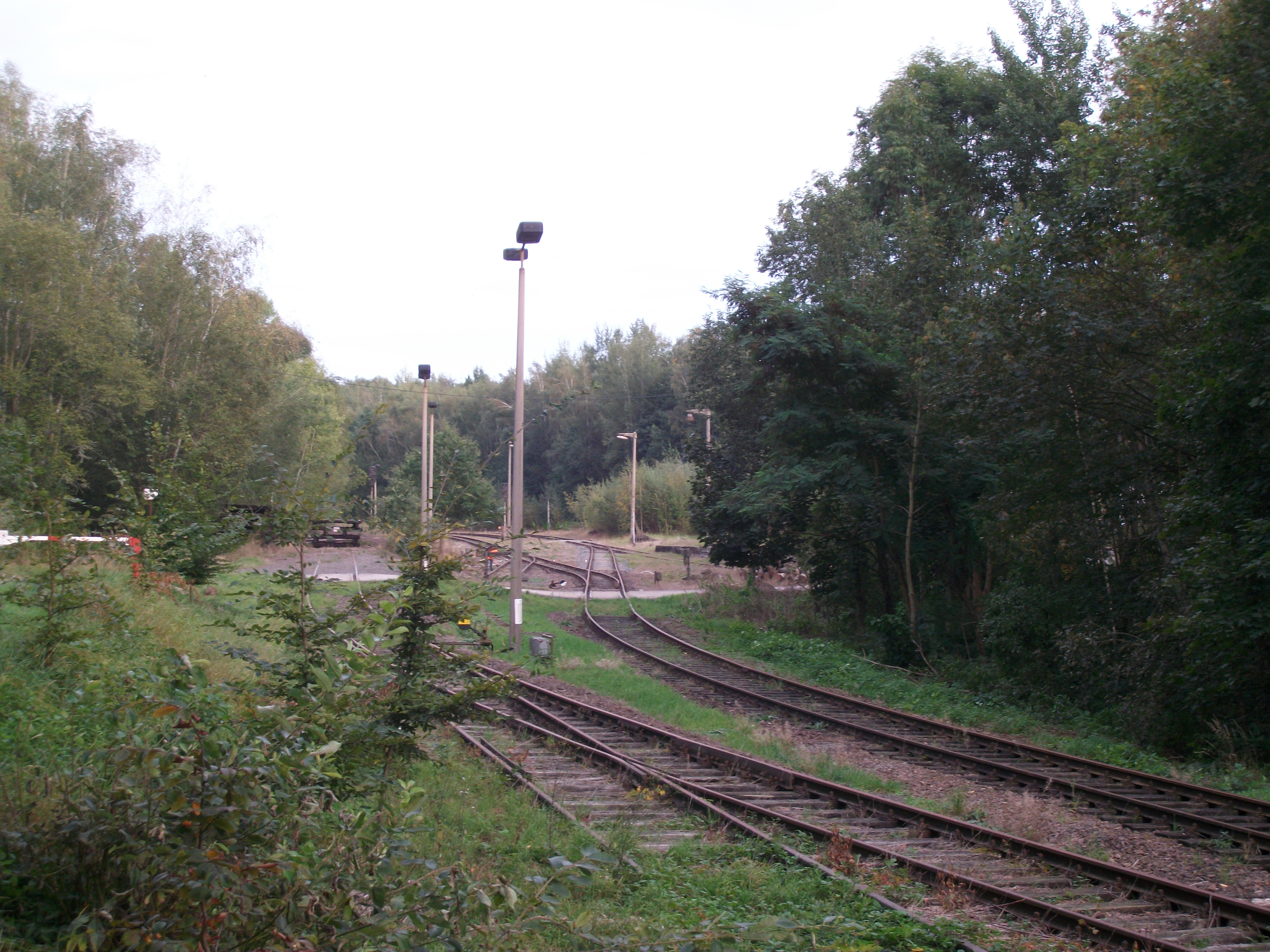
Güterbahnhof Pöhlau (2016)

Bis ins 19. Jahrhundert war Pöhlau landwirtschaftlich geprägt. Durch den Steinkohlebergbau im Zwickauer Revier erfuhr der Ort ab Mitte des 19. Jahrhunderts einen industriellen Aufschwung. Am 25. Juni 1855 kam es in Zwickau zur Gründung des Zwickauer Brückenberg-Steinkohlenbau-Vereins, um die unter dem Brückenberg östlich von Zwickau lagernden Steinkohlevorräte zu fördern. Zwischen 1859 und 1874 entstanden sechs Schächte dieser Gesellschaft im Nordwesten und Südwesten von Pöhlau. Der Abtransport der dort geförderten Kohlen sollte mittels einer eigenen Kohlenbahn geschehen. Die Eröffnung der nur für den Güterverkehr genutzten Brückenbergschachtbahn erfolgte im September 1872. Ausgehend vom Zwickauer Hauptbahnhof, wo die Bahnstrecke direkt an das Netz der Königlich Sächsischen Staatseisenbahnen angebunden war, umfuhr sie südlich das Zwickauer Stadtzentrum und führte dann mit größerer Steigung entlang des Pöhlauer Bachs zum Sammelbahnhof Pöhlau. Von dort waren mit Zweiggleisen die Schächte direkt angeschlossen. Einen weiteren Verkehrsaufschwung erlebten die Kohlebahn und der Bahnhof Pöhlau in den Jahren ab 1900. Östlich von Pöhlau entstanden durch das 1867 gegründete Steinkohlenwerk Morgenstern Sarfert & Wiede (1889 in die „Gewerkschaft Morgenstern“ umgewandelt) zwischen 1867 und 1938 sechs Schächte auf Mülsener und Reinsdorfer Flur. Deren neu abgeteufter Morgensternschacht III an der Dresdner Straße wurde ab 1909 mit einer Zweigbahn an die Brückenbergschachtbahn angeschlossen. Der Bahnhof Pöhlau wurde in der Folge zu einem leistungsfähigen Sammelbahnhof ausgebaut. Der Kohleversand in Pöhlau steigerte sich von 270.000 Tonnen im Jahr 1905 auf 400.000 Tonnen im Jahr 1915.
Die Gewerkschaft Morgenstern übernahm 1920 den Brückenberg-Steinkohlenbau-Verein als Betriebsabteilung Brückenberg. Nach dem Zweiten Weltkrieg wurde die Gewerkschaft Morgenstern durch den Volksentscheid in Sachsen 1946 enteignet. 1948 wurde das Werk in VEB Martin-Hoop-Werk umbenannt. Bei der Trennung der Steinkohlewerke der Gewerkschaft Morgenstern und des Brückenberg-Steinkohlenbau-Vereins am 1. Januar 1949 wurde der Brückenberg-Steinkohlenbau-Verein in Volkseigener Betrieb (VEB) Steinkohlenwerk Karl Marx umbenannt. Der Bahnhof Pöhlau wurde fortan durch den VEB Steinkohlenwerk Karl Marx verwaltet.
Ab Ende der 1960er Jahre ging die Kohleförderung im Zwickauer Revier immer mehr zurück, was letztlich im Beschluss zur Einstellung des Bergbaues seitens der Regierung der DDR mündete. Die Förderung des letzten verbliebenen Schachtes endete 1978. Auf den ehemaligen Schachtgeländen wurde Nachfolgeindustrie angesiedelt, so dass die Kohlebahn fast im bisherigen Umfang in Betrieb blieb. Größter Anschließer war nun der VEB Steinkohlenkokereien August Bebel.
Nach der politischen Wende in der DDR 1989/90 setzte der Niedergang der Kohlenbahn ein. Die Kokerei stellte im März 1992 ihren Betrieb ein. Am 21. Dezember 1998 wurde der Bahnhof Pöhlau letztmals planmäßig mit einem Güterzug bedient. Am 31. Dezember 1998 wurde die Strecke gesperrt, aber nicht abgebaut.

### Vermächtnis des Steinkohlebergbaus
Seit dem Jahr 2006 arbeitete der Förderverein Brückenbergbahn e. V. an der Wiederinbetriebnahme einer 4,5 km langen Teilstrecke zwischen dem neuen Haltepunkt Gartenanlage und dem Bahnhof Zwickau-Pöhlau, um dort einen musealen Eisenbahnbetrieb einzurichten. Die erste öffentliche Fahrt fand am 6. Januar 2010 statt. Es finden regelmäßige Fahrtage statt, bei denen die eigenen  Fahrzeuge zum Einsatz kommen.
An zwei Tagen im September 2012 verkehrte ein geliehener „Schienentrabi“ des Vereins Sächsischer Eisenbahnfreunde Schwarzenberg anlässlich des 140-jährigen Jubiläum der Brückenbergschachtbahn zwischen dem Bahnübergang an der Reinsdorfer Straße und dem Bahnhof Pöhlau.
Zeugen des einstigen Kohlebergbaus in Pöhlau sind bis heute die zahlreich erhalten gebliebenen Bergbauhalden. Das Nachtsanatorium an der Freitagstraße im Osten des Orts wurde in den 1930er Jahren erbaut. Es diente als Erholungsstätte für die Kumpel des Steinkohlebergbaus. Durch sowjetische Initiative wurde das Gebäude im Jahr 1954 erweitert und zum Nachtsanatorium umgebaut. Bei Vollverpflegung und physiotherapeutischen Anwendungen konnten sich die Bergleute des Steinkohlebergbaues zwischen 2 und 4 Wochen erholen. Nach der Schließung der Einrichtung steht das Gebäude seit 1992 leer.

## Bevölkerungsentwicklung
| Datum             | Einwohnerzahl |
| ----------------- | ------------- |
| 31. Dezember 1998 | 592           |
| 31. Dezember 1999 | 591           |
| 31. Dezember 2000 | 609           |
| 31. Dezember 2001 | 706           |
| 31. Dezember 2002 | 739           |
| 31. Dezember 2003 | 740           |
| 31. Dezember 2004 | 713           |
| 31. Dezember 2005 | 697           |
| 30. Juni 2006     | 696           |
| 9. Mai 2011       | 620           |
| 15. Mai 2022      | 580           |

| Jahr | Einwohnerzahl (Prognose) |
| ---- | ------------------------ |
| 2010 | 610                      |
| 2015 | 600                      |
| 2020 | 600                      |

Quelle: Städtebauliches Entwicklungskonzept der Stadt Zwickau 2020 (Stand: Dezember 2006) sowie Statistische Informationen der Stadt Zwickau 2006/1 und Ergebnisse des Zensus 2011 und Zensus 2022

## Sehenswürdigkeiten

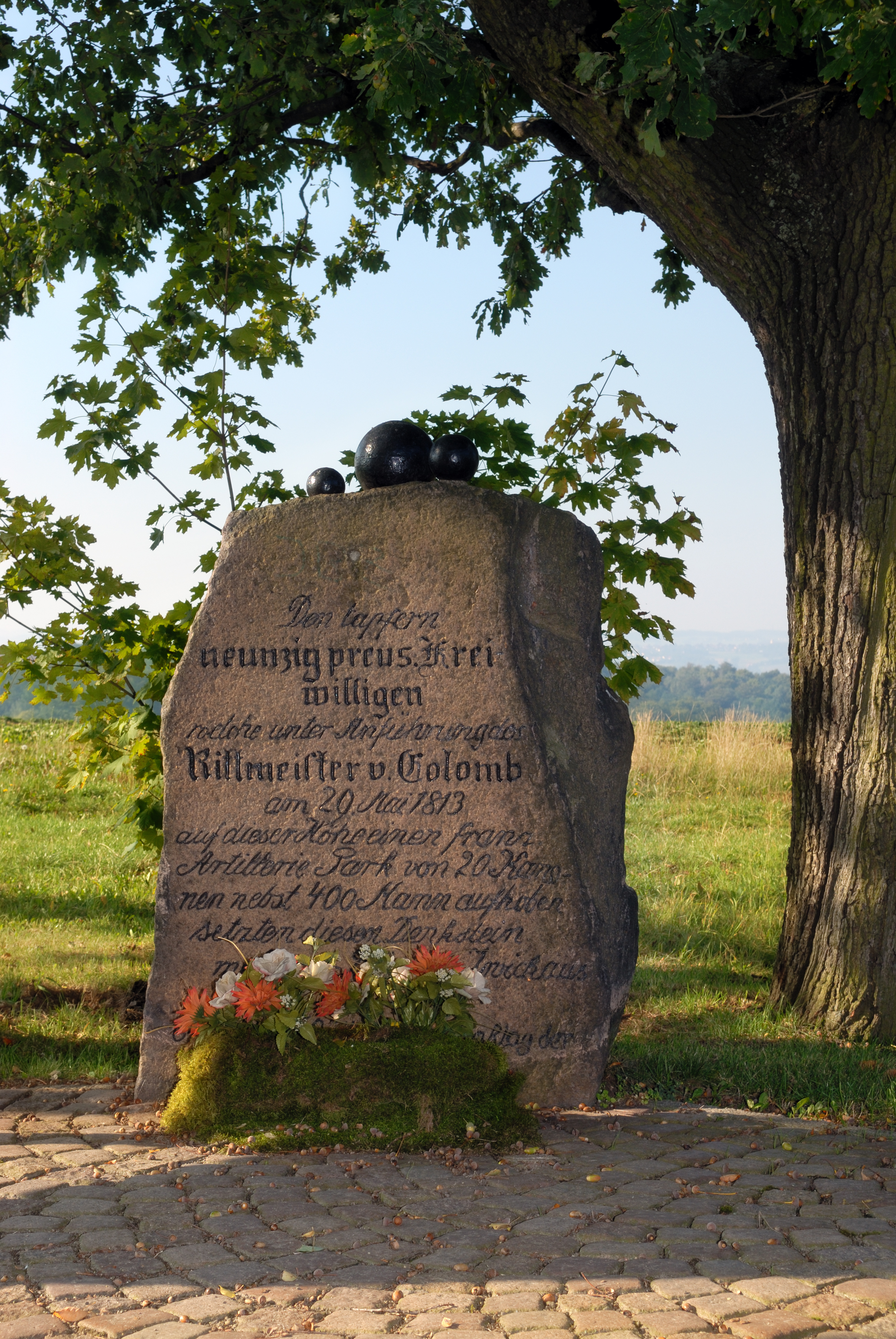
Der Colombstein

- Colombstein: Zum Gedenken an das Gefecht zwischen französischen und preußischen Truppen unter Friedrich August Peter von Colomb während der Befreiungskriege im Mai 1813. Der Stein befindet sich an der Ecke Freitagsstraße / Dresdener Straße (B 173).

## Persönlichkeiten
- Werner Creutziger (* 1929), Philologe und Übersetzer